# Josef Nietzsch
Josef Nietzsch (* 19. März 1938; † 21. November 2019) war ein deutscher Mathematiker und Hochschullehrer.

## Leben

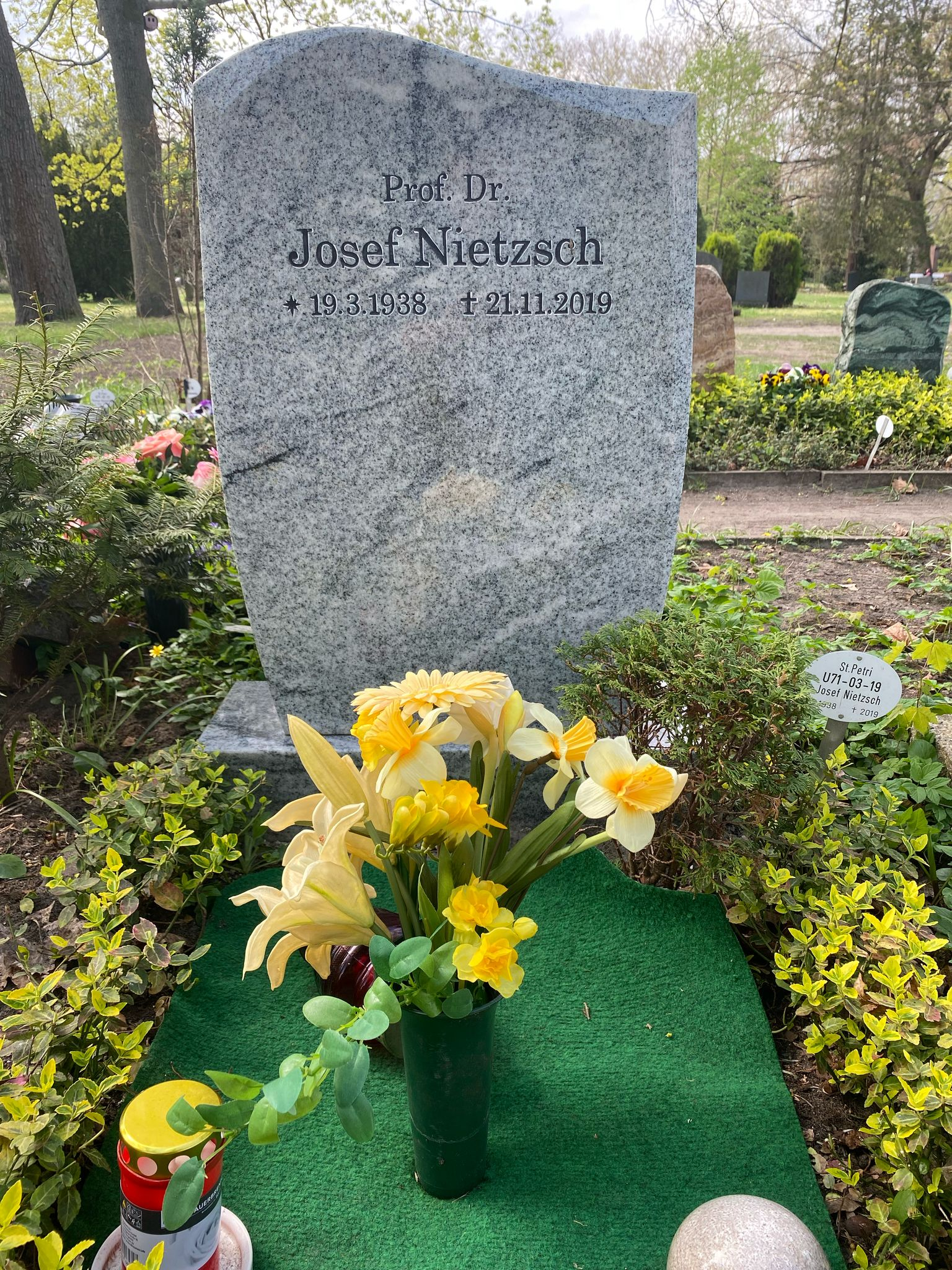
Grabstätte auf dem St. Petri-Luisenstadt-Kirchhof

Von 1956 bis 1962 studierte Nietzsch an der Universität Leipzig Mathematik und Physik, was er mit einem Diplom in Physik abschloss. Danach war er bis 1964 wissenschaftlicher Mitarbeiter im Deutschen Amt für Meßwesen in Berlin und anschließend wissenschaftlicher Mitarbeiter an der Humboldt-Universität zu Berlin. 1968 wurde er Oberassistent an der Sektion Mathematik und promovierte 1970. Die Promotion B folgte 1977.
Nach der Flucht von Wolfgang Rautenberg wurde er in dessen Nachfolge Dozent für Mathematische Kybernetik und Rechentechnik und anschließend 1974 Leiter der Mathematischen Schülergesellschaft, die unter seiner Leitung den Beinamen „Leonhard Euler“ erhielt. Sein Schwerpunkt war die Ausbildung des mathematischen Nachwuchses in der DDR. Als Ansprechpartner für die Mathematische Schülergesellschaft trat er mehrmals im Fernsehen der DDR auf. 1983 wurde er außerordentlicher Professor und 1994 ordentlicher. Nach fast 30 Jahren Leitung der Mathematischen Schülergesellschaft ging er 2003 in den Ruhestand. Sein Nachfolger wurde Ingmar Lehmann.
Josef Nietzsch ruht auf dem St. Petri-Luisenstadt-Kirchhof in Berlin. 

## Veröffentlichungen (Auswahl)
- Zu Fragen der Harmonischen Linearisierung. Humboldt-Universität, Mathematisch-naturwissenschaftliche Fakultät, Dissertation, 1970.
- Numerische Behandlung nichtlinearer Schwingungsprobleme. Humboldt-Universität, Sektion Mathematik, Dissertation B, 1977.
- mit Monika Noack und Manfred Rehm: Grundlagen des Unterrichts in der Mathematischen Schülergesellschaft (MSG). Humboldt-Universität, Sektion Mathematik, 1982.
- Angewandte Analysis. Monographie im Rahmen des Mathematikstudiums für Schüler. BMBF-Print, 1997.